# ECW CyberSlam
ECW CyberSlam era un annuale evento di wrestling dell'Extreme Championship Wrestling, composto da una Supercard e da un convegno di fan. Iniziò nel 1995 con l'evento Double Tables, tenutosi alla ECW Arena. L'evento era riservato ai frequentatori della rete utente rec.sport.pro-wrestling.
Ancor prima che questo show si tenesse all'ECW Arena il 4 febbraio '95, vi fu un altro show a Jim Thorpe, Pennsylvania.
Le magliette rosse viste addosso ad alcuni wrestlers e ad alcuni fans recitavano "To The Extreme", che era il nome assegnato ad uno spettacolo tenutosi durante l'estate del '95. Oltre ai due show, ci fu anche una sessione di domande e risposte, tenutasi sempre nella ECW Arena. Gli ospiti principali furono Tod Gordon, The Sandman e i Public Enemy. Una volta arrivati all'arena, i lottatori uscivano dagli spogliatoi e iniziavano a chiacchierare con gli spettatori dello show.
Nel 1996, Paul Heyman ribattezzò l'evento con il nome di CyberSlam, come riconoscimento del fatto che i fan della ECW avevano la propria "base" in Internet dove si informavano sugli eventi della federazione estrema. Dopo questi spettacoli, nel 1997 questo show divenne un PPV annuale.

## Risultati

### 1996
L'evento si tenne il 17 febbraio nella ECW Arena di Filadelfia.
All'inizio dello show, Brian Pillman fece il suo debutto nella ECW.
- Bad Crew & Judge Dredd defeated Dino Sendoff, Don E. Allen & Shark Attack Kid.
- Spiro Greco sconfisse El Puerto Riqueño
- Taz sconfisse Joel Hartgood
- Bubba Ray Dudley sconfisse Mr. Hughes
- Don & Ron Bruise sconfissero The Headhunters
- JT Smith sconfisse Axl Rotten
- Triple Dog Collar Match: Francine, Pitbull #1 & Pitbull #2 sconfissero Stevie Richards, Perry Saturn and John Kronus
- ECW Television Championship: Sabu vs. 2 Cold Scorpio terminò in un pareggio (2 Cold Scorpio conservò il titolo)
- Shane Douglas sconfisse Cactus Jack
- ECW World Heavyweight Championship: Raven sconfisse The Sandman

### 1997
Lo spettacolo si tenne il 22 febbraio all'ECW Arena di Filadelfia.
- ECW Tag Team Championship: Perry Saturn & John Kronus sconfissero Rob Van Dam and Sabu in un Tables and Ladders Match
- Chris Chetti sconfisse Little Guido
- Stevie Richards sconfisse Balls Mahoney
- Axl Rotten sconfisse Spike Dudley
- The Dudley Boyz sconfissero New Jack & Mustafa Saed
- Taz sconfisse Tracy Smothers
- Raven & Brian Lee sconfissero Terry Funk & Tommy Dreamer
- Sabu sconfisse Chris Candido

### 1998
Lo show si tenne il 21 febbraio all'ECW Arena di Filadelfia.
Quest'ultimo ebbe inizio con i dieci rintocchi di campana, in memoria di Louie Spicolli che morì in seguito ad un'overdose di droga solo 6 giorni prima, il 15 febbraio.
- Jerry Lynn sconfisse Danny Doring
- Al Snow sconfisse Tracy Smothers
- Chris Chetti sconfisse Doug Furnas
- Lance Storm sconfisse Chris Candido
- ECW Television Championship: Tazz sconfisse Brakkus e conservò il titolo
- Justin Credible sconfisse Tommy Dreamer in un First Blood Match
- The Sandman, Axl Rotten & Balls Mahoney sconfissero Spike Dudley, New Jack & John Kronus
- Bam Bam Bigelow & Shane Douglas sconfissero Rob Van Dam & Sabu

### 1999
L'evento ebbe luogo il 3 aprile all'ECW Arena di Filadelfia.
- Jerry Lynn sconfisse Yoshihiro Tajiri
- Nova & Chris Chetti sconfissero Rod Price & Skull Von Krush
- Super Crazy sconfisse Mosco de la Merced
- Taka Michinoku sconfisse Papi Chulo
- ECW Television Championship: Rob Van Dam sconfisse 2 Cold Scorpio e conservò il titolo
- ECW World Heavyweight Championship: Taz sconfisse Chris Candido e conservò il titolo
- Shane Douglas sconfisse Justin Credible
- Bubba Ray Dudley, D-Von Dudley & Mustafa Saed sconfissero New Jack, Axl Rotten & Balls Mahoney in un Ultimate Jeopardy Steel Cage Match

### 2000
L'ultima edizione ci fu il 22 aprile 2000 all'ECW Arena di Filadelfia.
- Masato Tanaka sconfisse 2 Cold Scorpio
- Mixed Tag Team Match: Lance Storm & Dawn Marie sconfissero Nova & Jazz
- Little Guido sconfisse Super Crazy e Kid Kash in un Triple Threat Match
- C.W. Anderson & Billy Whiles sconfissero Danny Doring & Roadkill
- Balls Mahoney & New Jack sconfissero DeVito & Angel
- Steve Corino sconfisse Dusty Rhodes
- ECW Television Championship: Rhino sconfisse Yoshihiro Tajiri e conquistò il titolo
- ECW World Heavyweight Championship: Tommy Dreamer sconfisse Taz e conservò il titolo
- ECW World Heavyweight Championship: Tommy Dreamer sconfisse Sabu e conservò il titolo
- ECW World Heavyweight Championship: Justin Credible sconfisse Tommy Dreamer e conquistò il titolo